# DHCPv6
DHCPv6 je síťový protokol, který umožňuje počítačům získat IPv6 adresu, případně jiné parametry sítě jako adresy DNS serverů. Princip je podobný DHCP, existuje ale několik zásadních rozdílů, např. DHCPv6:
- umí spravovat více IP adres pro jedno rozhraní
- je jednodušší, protože klient využívá automatické konfigurace lokální linkové IPv6 adresy
- klient posílá zprávy na skupinové adresy, nikoliv všesměrovým vysíláním
- klient je identifikován prostřednictvím jedinečného identifikátoru DUID (DHCP unique identifier)
- zprávy pro počáteční přidělení adresy se jmenují: Solicit, Advertise, Request, Reply
- nedokáže poskytnout informaci o výchozí bráně (default route, default gateway) – tu klient obdrží pomocí oznámení směrovače (Router Advertisment).[1]

## Bezstavové DHCPv6
Je velmi zjednodušená verze DHCPv6, obsahující pouze dva typy zpráv (Information request a Reply). Používá se v kombinaci s bezstavovou autokonfigurací adres.

### RFC dokumenty
- RFC 3315, "Dynamic Host Configuration Protocol for IPv6 (DHCPv6)" (anglicky)
- RFC 3633, "IPv6 Prefix Options for Dynamic Host Configuration Protocol (DHCP) version 6" (anglicky)
- RFC 3646, "DNS Configuration options for Dynamic Host Configuration Protocol for IPv6 (DHCPv6)" (anglicky)
- RFC 3736, "Stateless Dynamic Host Configuration Protocol (DHCP) Service for IPv6" (anglicky)
- RFC 5007, "DHCPv6 Leasequery" (anglicky)
- seznam publikovaných DHCPv6 specifikací na isc.org (anglicky)